# Георги Здравев (етнограф)
Вижте пояснителната страница за други личности с името Георги Здравев.
Георги Здравев (на македонска литературна норма: Ѓорѓи Здравев) е етнограф и театрален костюмограф от Република Македония.

## Биография
Георги Здравев е роден на 2 април 1941 година в град Радовиш, тогава в Кралство Югославия. Завършва академия през 1967 година в Белград. Докторант от Катедрата по етнология от Философския факултет на Скопския университет през 1991 година. Автор е на редица монографии за елементи и народни носии от областта Македония. Работи в Института за старославянска литература.